# 4. јануар
4. јануар је четврти дан у години у Грегоријанском календару. 361 дан (362 у преступним годинама) остаје у години после овог дана.

## Догађаји
- 46. п. н. е. — Војска одана Јулију Цезару је поражена у бици код Руспине од оптиматске војске под командом Тита Лабијена.
- 871 — Викиншка војска је у бици код Рединга нанела тежак пораз војсци весекшког краља Етелреда од Весекса.
- 1494 — Штампарија у Цетињу штампала прву књигу на српском језику, „Октоих првогласник“ Ђурђа Црнојевића и штампара Макарија, једну од највише коришћених богослужних књига у Српској православној цркви.
- 1642 — Енглески краљ Чарлс I је послао војнике да ухапсе чланове Парламента, што је био увод у Енглески грађански рат
- 1717 — Енглеска, Француска и Холандија формирале Тројну алијансу да би се супротставиле амбицијама Шпаније у јужној Европи.
- 1762 — Велика Британија објавила је Шпанији рат, што је значило улазак Шпаније у Седмогодишњи рат.
- 1797 — Француски генерал Наполеон I Бонапарта победио Аустријанце код Риволија у Италији.
- 1814 — Црногорска војска ослободила је Котор од Француза и предала га владици Петру И који је управљао њиме, као и Будвом, Тројицом, Добротом, Прчањем и Рисном.
- 1842 — У дворани Театра на Ђумруку војни капелмајстор Јосиф Шлезингер, капелник кнеза Милоша Обреновића, приредио први јавни концерт у Београду.
- 1878 — Руско-турски рат: Софија је ослобођена од отоманске владавине и постала је главни град у ослобођеној Бугарској.
- 1885 — 
  - Хирургија: Др Вилијем Грант извршио прву успешну операцију слепог црева.
  - Кинеско-француски рат: Француске трупе под генералом Оскаром де Негриером поразиле су бројчано надмоћније снаге Кинг код Нуи Бопа на северу Вијетнама.
- 1896 — Јута је примљена у Унију као 45. америчка савезна држава.
- 1917 — Краљ Никола прихватио је оставку Андрије Радовића, председника црногорске избегличке владе. Радовић је поднео оставку због противљења краља да црногорска влада ради на присаједињењу Црне Горе Србији.
- 1918 — Независност: Русија, Шведска, Немачка и Француска признале су Финској декларацију о независности, до тада је Финска имала аутономију у оквиру Русије.
- 1932 — Влада Индије прогласила илегалним Индијски национални конгрес и ухапсила вођу Махатму Гандија, што је изазвало талас штрајкова у земљи.
- 1936 — Часопис Билборд објавио прву топ листу поп музике.
- 1942 — Други светски рат: Немци су почели покољ у српским селима Шајкашке, у Новом Саду и Бечеју. У покољу Срба и Јевреја за месец дана убијено је око 4 000 људи.
- 1944 — 
  - Други светски рат: Савезничке снаге су почеле напад на немачке положаје на Монте Касину, дуж највишег дела Апенинског полуострва. У жестоким борбама разорен градић Касино и најстарији бенедиктински манастир, који је 529. подигао оснивач тог реда Свети Бенедикт од Нурсије. Монте Касино је био центар Бенедиктинског реда и средиште пребогате архиве, библиотеке и ризнице. Потпуно је разорен и уништен.
  - Други светски рат: Операција Карпетбагер, која укључује бацање оружја и залиха хране борцима отпора у Европи.
- 1948 — Независност: Уједињено Краљевство признала Бурму као независну републику с првим премијером Такином Нуом.
- 1951 — Корејски рат: Севернокорејске и кинеске трупе су заузеле Сеул.
- 1958 — Вештачки сателити: Совјетски „Спутњик-1“, први вештачки сателит лансиран у октобру 1957, распао се и пао на Земљу.
- 1959 — Вештачки сателити: Луна 1 постаје прва свемирска летелица која је достигла Месечеву близину.
- 1966 — Војни удар у Горњој Волти (касније Буркина Фасо): распуштен национални парламент и донесен нови устав.
- 1967 — Дорси су објавили свој први албум The Doors.
- 1972 — Индијско-пакистански рат: Пакистан затражио разговоре с Индијом после рата у којем је поражен, а дотадашњи Источни Пакистан постао независна држава Бангладеш.
- 1973 — Покраден Музеј уметности у Монтреалу. Однете слике вредне два милиона долара, међу којима и једна Рембрантова, вредна милион долара.
- 1976 — Сукоб у Северној Ирској: припадници Алстерских добровољачких снага убили 6 ирских цивила католика у округу Арма; идућег дана наоружана група људи убила 10 цивила протестаната код оближњег села Кингсмила у знак одмазде.
- 1989 — Други инцидент у заливу Сидра: Пар либијских авиона МиГ-23 „Флоггерс“ је оборено од стране америчке морнарице и то од пара авиона F-14 томкет током сукоба у ваздуху изнад Медитерана, који су наводно запретили носачу авиона "Џон Ф. Кенеди".
- 1993 — Рат у Босни: Срби из Републике Српске и муслимани из Босне су одбили, на конференцији у Женеви, Венс-Овенов мировни план за Босну и Херцеговину. Преговори су суспендовани, рат у Босни и Херцеговини је настављен још жешће.
- 1994 — Граду Фоча у Босни и Херцеговини после 500 година, по одлуци Скупштине Републике Српске, промењен назив у Србиње. Одлуком Уставног суда БиХ, те под притиском ОХР-а и међународне јавности, враћен стари назив 2004.
- 1995 — 
  - Домаћа и светска јавност оштро протестовале због тога што је држава преузела лист „Борба“ и притиска власти на остале независне медије. Тај независни београдски дневник био је приватизован почетком 90-их у време реформске владе Анте Марковића.
  - Бивши турски председник владе Булент Еџевит окривио је Немачку и Аустрију за распад Југославије, пошто су они подстакли отцепљење Словеније и Хрватске и осудио је Анкару због равнодушности након појављивања првих сигнала да дотадашња Југославија нестаје.
- 1998 — 
  - Шеф израелске дипломатије Давид Леви поднео оставку, рекавши да више не жели да се једини брине о питањима мира и социјалним проблемима у земљи.
  - Тероризам: У масакру у Релизанеу у Алжиру убијено је најмање 172 особе.
- 2002 — Неколико људи изгубило живот у снежним олујама које су захватиле Грчку, Бугарску и Турску. Грчке и бугарске власти у најугроженијим регионима увеле ванредно стање.
- 2003 — Тероризам: исламска милитантна група из заседе напала војни конвој у североисточном Алжиру и убила 43, ранила 19 војника, у најкрвавијем нападу на алжирске трупе у последњих пет година.
- 2004 — Вештачки сателити: Спирит, НАСА-ин ровер, успешно је слетео на Марс у 04:35 УТЦ.
- 2005 — Тероризам: Непознати нападачи убили су гувернера Багдада Алија ел Хајдарија.
- 2006 — Тероризам: У нападима бомбаша самоубица у Ираку убијено 67, а рањено на десетине људи.
- 2007 — Ненси Пелоси, америчка политичарка, демократа, преузела је дужност председнице Представничког дома Конгреса САД. Она је прва жена на тој функцији.
- 2008 — Министарство вера Србије одбило је да упише Црногорску православну цркву у Регистар цркава и верских заједница Србије. Упис је тражен на основу Универзалне декларације о људским правима УН, Европске конвенције о људским правима, као и устава и закона Србије о црквама и верским заједницама.
- 2009 — 
  - У копненој операцији израелске војске у појасу Газе против палестинског радикалног покрета Хамаса, погинуло је најмање 47 Палестинаца. Истога дана Савет безбедности одржао је ванредни састанак посвећен кризи на Блиском истоку, на коме су САД онемогућиле изгласавање либијског нацрта резолуције која је налагала хитан прекид ватре.
  - Руски војни званичници прихватили су план Ратне морнарице којим је омогућено трајно стационирање руских војних бродова и подморница у такозваним руским пријатељским лукама широм света.
- 2010 — 
  - Представници правног тима Србије предали су Међународном суду правде у Хагу контратужбу против Хрватске која је 2. јула 1999. код истог суда против Србије покренула поступак због, како је казано, одговорности Београда за геноцид почињен над несрбима у тој републици од 1991. до 1995.
  - У Дубаију је, уз величанствен ватромет и у присуству 6.000 званица, отворен Бурџ Дубаи, највиша зграда на свету. Објекат који је свечано отворио владар Дубаија шеик Мохамед бин Рашид Ал Мактум коштао је 1,5 милијарди долара. Највиша кула на свету висока је 829 метара има 168 спратова и видљива је на удаљености од чак 95 километара. Првобитни назив доцније је промењен у Бурџ Калифа (Калифова кула).
- 2017 — Бивши председник Јемена Али Абдулах Салих убијен је у Сани. Наоружани Хуси зауставили су конвој возила у којем је био Салех и усмртили га.
- 2019 — Вештачки сателити: Кинеска свемирска летелица Зец од жада успешно је слетела на Месец. Тако је Кина постала трећа земља којој је то успело.
- 2022 — Пет нуклеарнх сила — Кина, Русија, Велика Британија, САД, Француска — објавиле су изјаву о привржености Споразуму о неширењу нуклеарног оружја.

## Рођења
- 1785 — Јакоб Грим, немачки писац, филолог и библиотекар. (прем. 1863)[1]
- 1809 — Луј Брај, француски учитељ, творац писма за слепе и слабовиде особе. (прем. 1852)[2]
- 1881 — Николај Велимировић, српски епископ, теолог и говорник. (прем. 1956)[3]
- 1890 — Моша Пијаде, српски сликар, новинар, ликовни критичар, политичар и академик. (прем. 1957)[4]
- 1892 — Милан Богдановић, српски писац и књижевни критичар. (прем. 1964)[5]
- 1932 — Фабијан Шоваговић, хрватски глумац. (прем. 2001)[6]
- 1935 — Флојд Патерсон, амерички боксер, светски и олимпијски шампион у средњој категорији. (прем. 2006)[7]
- 1940 — Хелмут Јан, немачко-амерички архитекта. (прем. 2021)[8]
- 1942 — Џон Маклохлин, енглески џез музичар (гитариста).[9]
- 1951 — Милорад Косановић, српски фудбалер и фудбалски тренер.[10]
- 1957 — Весна Змијанац, српска певачица.[11]
- 1958 — Џулијан Сендс, енглески глумац. (прем. 2023)
- 1960 — Бранимир Брстина, српски глумац.[12]
- 1960 — Мајкл Стајп, амерички музичар, најпознатији као фронтмен и певач групе -R.E.M.}-.[13]
- 1962 — Аљоша Буха, босанскохерцеговачки музичар, најпознатији као басиста групе Црвена јабука. (прем. 1986)
- 1963 — Тил Линдеман, немачки музичар, глумац и песник, најпознатији као певач групе -Rammstein}-.[14]
- 1964 — Будимир Вујачић, црногорски фудбалер.[15]
- 1965 — Џулија Ормонд, енглеска глумица.[16]
- 1965 — Ги Форже, француски тенисер.[17]
- 1971 — Жељко Димитријевић, српски атлетичар и параолимпијац.[18]
- 1978 — Фредерик Хаус, амерички кошаркаш.[19]
- 1978 — Доминик Хрбати, словачки тенисер.[20]
- 1980 — Боби Иден, холандска порнографска глумица и модел.[21]
- 1980 — Александра Хименез, шпанска глумица.[22]
- 1982 — Холи Стивенс, америчка порнографска глумица и модел. (прем. 2012)[23]
- 1984 — Жарко Ракочевић, црногорски кошаркаш.[24]
- 1986 — Џејмс Милнер, енглески фудбалер.[25]
- 1986 — Сје Су-веј, тенисерка из Кинеског Тајпеја.[26]
- 1987 — Абубакар Умару, камерунски фудбалер.[27]
- 1989 — Лабринт, енглески музичар и музички продуцент.[28]
- 1989 — Марко Новаковић, српски кајакаш.[29]
- 1990 — Тони Крос, немачки фудбалер.[30]
- 1993 — Џејмс Макаду, амерички кошаркаш.[31]
- 1994 — Михајло Андрић, српски кошаркаш.[32]
- 1994 — Никола Антић, српски фудбалер.[33]
- 1997 — Анте Жижић, хрватски кошаркаш.[34]
- 2004 — Виктор Вембанјама, француски кошаркаш.

## Смрти
- 1942 — Јордан Николов Орце, македонски и југословенски комунист, учесник НОР-а и народни херој. (рођ. 1916)[35]
- 1960 — Албер Ками, француски књижевник (рођ. 1913)[36]
- 1961 — Ервин Шредингер, аустријски физичар. (рођ. 1887).[37]
- 1965 — Томас Стернс Елиот, енглески писац (рођ. 1888)[38]
- 1967 —
  - Доналд Кембел, енглески возач брзих аутомобила (рођ. 1921)[39]
  - Борис Крајгер, словеначки и југословенски политичар и народни херој (рођ. 1914)[40]
- 1986 — Радован Зоговић, књижевник, књижевни критичар и преводилац (рођ. 1907).[41]
- 2000 — Слободан Стојановић, књижевник, драматург и сценариста. (рођ. 1937).[42]
- 2009 — Иван Губијан, атлетичар-бацач кладива, први југословенски освајач олимпијске медаље. (рођ. 1923).[43]
- 2016 —
  - Душко Кораћ, српски спортски коментатор на РТС-у. (рођ. 1955).[44]
  - Ото Лого, српски вајар. (рођ. 1931).[45]

## Празници и дани сећања
- Српска православна црква слави[46]
  - Свету великомученицу Анастасију Узорешителницу и друге с њом
  - Свету мученицу Теодотију с три детета
  - Светог мученика Хрисогона
  - Светог мученика Зоила